# Heilig Hart van Jezuskerk (Haanrade)
De Heilig Hart van Jezuskerk is een kerkgebouw in Haanrade in de gemeente Kerkrade in de Nederlandse provincie Limburg. De kerk staat aan de Meuserstraat. Voor de kerk staat een Heilig Hartbeeld en een Lourdesgrot. Zo'n 100 meter ten noordwesten van de kerk ligt er een begraafplaats met een tweede Heilig Hartbeeld.
De kerk is gewijd aan het Heilig Hart van Jezus.

## Geschiedenis
In 1931 werd de kerk gebouwd naar het ontwerp van Caspar Franssen en Joseph Franssen uit Roermond.
Sinds 2001 is het kerkgebouw een rijksmonument.

## Opbouw
Het niet-georiënteerde kerkgebouw in neoromaanse stijl is een kruiskerk en bestaat uit een narthex met aan de noordzijde ervan een toren met drie geledingen en een tentdak, een driebeukig schip in basilicale opstand met vier traveeën, een transept en een koor met een travee, puntgevel en vijfhoekige apsis. Het middenschip, kruisarmen en koor hebben een zadeldak en de zijbeuken een lessenaarsdak. In de voorgevel bevinden zich een arcade van drie rondbogen en de rest van het gebouw is voorzien van rondboogvensters. De kerk heeft geen steunberen. Het gebouw is opgetrokken in Kunradersteen, mergelsteen en hardsteen.